# Fis-mineur
fis-mineur of fis klein (afkorting: F♯m) is een toonsoort met als grondtoon de fis.

## Toonladders
De voortekening telt drie kruisen: fis, cis en gis. Het is de parallelle toonaard van A-majeur (die heeft eveneens drie kruisen) en heeft een tragisch karakter.
Er bestaan drie mogelijke varianten van fis-mineur:
- Natuurlijke mineurtoonladder: fis - gis - a - b - cis - d - e - fis

- Harmonische mineurladder: fis - gis - a - b - cis - d - eïs - fis

- Melodische mineurladder: fis - gis - a - b - cis - dis - eïs - fis

## Bekende werken in fis-mineur
- Das wohltemperierte Klavier (prelude en fuga nr. 14) – Johann Sebastian Bach
- Symfonie nr. 45 (Abschieds-Sinfonie) (1772) – Joseph Haydn
- Hongaarse dans nr. 5 – Johannes Brahms
- Time (1973) – Pink Floyd
- Billie Jean (1983) – Michael Jackson